# ليورن
ليورن هو الكتاب السابع عشر في سلسلة فلاد تالتوس لستيفن بروست [الإنجليزية]، والذي تدور أحداثه في عالم دراجيرا الخيالي، صدر في أبريل 2024. وفقًا لاتجاه الرواية، سُمي الكتاب على اسم أحد المنازل الكبرى، والخصائص الشخصية المرتبطة بهذا المنزل جزء لا يتجزأ من حبكته.

## ملخص
تتبع القصة فلاد وهو يختبئ في المسرح من مشعوذات اليد اليسرى للجيريج، اللاتي يرغبن في قتله بسبب الأحداث التي حدثت في خاتمة رواية 2014 هوك [الإنجليزية]. مخطط فلاد لإخراج نفسه من المشاكل ينتهي به الأمر بمشاركة العديد من رفاقه القدامى، ولا سيما سيثرا لافود وكراجار، بالإضافة إلى المسرحية التي تقدمها الشركة التي تؤويه. مثل معظم الروايات في السلسلة، تسرد الرواية إلى حد كبير من وجهة نظر فلاد، ولكن بشكل غير معتاد، تتضمن أيضًا العديد من مشاهد منظور شخص ثالث التي تحدد وجهات نظر شخصية مهمة للآخرين في الحبكة، بالإضافة إلى عرض مسرحي يعرض محاكاة ساخرة لموضوع دراجيران.
من حيث التسلسل الزمني الداخلي للرواية، تدور أحداث ليورن بعد رواية هوك مباشرةً. أما روايتاه، فاليستا وتسالموث، كانتا عبارة عن كتب استرجاعية حدثت أحداثها في وقت سابق من حياة فلاد.